# Para tão longo amor
Para tão longo amor é um romance do escritor brasileiro Álvaro Cardoso Gomes publicado em 2003 pela Editora Moderna. Igual a outros livros de Álvaro Cardoso Gomes, a história se passa na cidade de Americana, - onde passou a adolescência - e apresenta o personagem Toninho, que vivia uma vida de triste, até conhecer Regina. 

## Sinopse
O livro inicia  com Álvaro  retorna volta para Americana, aquela cidade pequena, e, enquanto autografava alguns livros, foi surpreendido por uma menina, que disse que o pai e o narrador tinham se conhecido na adolescência, e Álvaro resolve ir a casa da garota. Na casa dela, ele e seu amigo Toninho, comem e logo após a janta eles vão conversar sobre o que aconteceu na vida de Toninho na juventude, esta que tinha sido muito difícil e insuportável.
"Não dava para conversar com a mãe com o pai, menos ainda. Então bebia, fumava, brigava, namorava para esquecer que existia. Por fora, um bobo alegre, por dentro, um infeliz. Toninho já se convencera de que era um 'perfeito imbecil'. Era garoto, mas não esperava mais nada da vida. Até que Regina apareceu. Não tinha muito a oferecer, só um breve amor, ligeiro e fugaz, como o brilho de um pequeno vaga-lume. Só isso seria capaz de iluminar o mundo de Toninho?"
Toninho, resolve brigar com Clóvis, o garoto mais forte da escola Presidente Kenedy, e volta para casa muito machucado. Depois, prometendo vingança, começa a fazer ginástica, e é  neste momento de sua vida, que começa a namorar Neuza, sua vizinha. Um tempo após o início do namoro, eles terminam, e Toninho começa ser temido por todos. Acontece a briga entre ele e Clóvis, e, sortudo, Toninho ganha, e volta a namorar com Neuza, que está mais bonita . 
Então conhece Regina, que, estranhamente se torna sua nova paixão. Porém, ela não liga para ele. Mas quando ela sofre um desmaio, eles acabam se tornando amigos, o que faz com que Toninho se mude bruscamente sua antiga rotina. Entretanto, Regina falece. Seguindo os conselhos de D.Berta, resolve viver em homenagem a ela. 

## Caractéristicas
Andressa Tomaz disse ao blog Abrigo Literário: 
"[...]O livro tem uma narrativa leve, muito boa para entendimento dos jovens, e é tão curtinho que até eu que estou quase sem tempo nenhum, consegui terminar em um dia só! Perfeito pra quem quer se distrair com um romance um pouco diferente.
Por falar no romance, ele só aparece mesmo lá pra metade do livro, mas se percebe o quão puro e bonito ele é, apesar de ser um amor ‘’de escola’’.
O final é triste, e acho que eu só não chorei, porque acabei de ler na sala da faculdade, não iria ser muito agradável eu chorando lá no meio."

## Ligações Externas
http://abrigoliterario.blogspot.com/2011/08/resenha-para-tao-longo-amor-alvares.html de Andressa Tomaz (27 de Agosto de 2011). 